# Sanguirana aurantipunctata
Sanguirana aurantipunctata é uma espécie de anfíbio anuros da família Ranidae. Está presente nas Filipinas. A UICN classificou-a como deficiente de dados.